# Eurikrat
Eurikrat (grčki Εὐρυκράτης) bio je kralj grčkog polisa Sparte. Pripadao je dinastiji Agijada.
Vladao je od 665. godine prije Krista do 640. prije Krista.
Njegov je otac bio Polidor, a sin mu se zvao Anaksandar te ga je naslijedio. Eurikratov je unuk bio Eurikratid.